# FC Sellier & Bellot Vlašim
FC Sellier & Bellot Vlašim is een Tsjechische voetbalclub uit Vlašim. De club is in 1922 opgericht als AFK Vlašim. FC Graffin Vlašim speelt in het seizoen 2016/17 op het op een na hoogste niveau in Tsjechië, de Fortuna národní liga.

## Naamsveranderingen
- 1922 - AFK Vlašim (Atletický fotbalový klub Vlašim)
- 1951 - ZSJ Zbrojovka Vlašim (Základní sportovní jednota Zbrojovka Vlašim)
- 1953 - DSO Spartak Vlašim (Dobrovolná sportovní organizace Spartak Vlašim)
- 1961 - TJ Spartak Vlašim (Tělovýchovná jednota Spartak Vlašim)
- 1974 - TJ Spartak BS Vlašim (Tělovýchovná jednota Spartak Blanické strojírny Vlašim)
- 1993 - FC BS Vlašim (Football Club Blanické strojírny Vlašim)
- 1994 - FC Agrox Vlašim (Football Club Agrox Vlašim)
- 1998 - FC Vlašim (Football Club Vlašim)
- 2006 - FC Graffin Vlašim (Football Club Graffin Vlašim)
- 2016 - FC Sellier & Bellot Vlašim (Football Club Sellier & Bellot Vlašim)

## Erelijst
| Nationaal sinds 1993 |    |         |
| Kampioen ČFL         | 1× | 2008/09 |